# Il processo Percy
Il processo Percy (Percy) è un film del 2020 diretto da Clark Johnson.
Pellicola biografica basata sulla vera storia del contadino canadese Percy Schmeiser, interpretato da Christopher Walken, che negli anni '90 sollevò una discussione sul rapporto che si creava fra i contadini e le multinazionali, in particolar modo la Monsanto, e gli organismi geneticamente modificati.

## Trama
Percy Schmeiser è un contadino della provincia del Saskatchewan che ha ricevuto la minaccia di un'azione legale da parte della Monsanto, che lo ha accusato di essersi appropriato di semi di loro appartenenza. Percy inizia quindi, grazie all'aiuto dell'avvocato Jackson Weaver e della attivista Rebecca Salau, una lunga lotta contro lo sfruttamento da parte della multinazionale, che pretende un rimborso economico, fino a portare il caso alla corte suprema, sollevando l'interesse di tutto il paese.
Il contadino intraprenderà, seppur inizialmente dubitante, un viaggio in India per un meeting con altri contadini che sono incappati nel suo stesso problema, l'essere schiacciati dal peso delle multinazionali. Grazie alle conoscenze e agli incontri, Percy riesce a raccogliere molte firme e porta appunto il caso alla corte Suprema per la prima volta nella storia americana, ricevendo come verdetto l'annullamento dei debiti contratti, ma tuttavia la consegna di tutti i suoi semi alla multinazionale.
Nella realtà, il personaggio di Percy Schmeiser è venuto a mancare nel 2020 all'età di 89 anni.

## Produzione
Il film è stato girato in Canada, Stati Uniti e India.

## Distribuzione
La pellicola è stata presentata al Quebec City Film Festival del 2020 e successivamente distribuito nell'autunno dello stesso anno.

## Accoglienza
Il film ha ricevuto il 75% di recensione positive su 45 recensioni sul sito Rotten Tomatoes. Tuttavia, è stato mostrato che gli eventi mostrati nel film non corrispondono perfettamente alla realtà dei fatti.